# Chimarruts
Chimarruts é uma banda brasileira de reggae, formada em Porto Alegre, Rio Grande do Sul no ano de 2000. A Chimarruts é formada por Rafa Machado (vocal e violão), Nê (vocal, flauta quena e harmônica), Emerson Alemão (baixo), Sander Fróis (guitarra), Rodrigo Maciel (guitarra) e conta com a participação de Lucas Riccordi (teclados).

## Biografia

### História
São cinco pessoas, sete sonhos, cinco caminhos que se encontraram: Rafa, Sander, Nê, Emerson e Rodrigo tocavam violão, cantavam e tomavam chimarrão em parques de Porto Alegre. Desses encontros surgiu uma grande amizade e a ideia de formar uma banda. E no segundo semestre de 2000 começou a trajetória da Chimarruts. 
Era o ano de 2000, e tem-se como data de surgimento da banda o dia 10 de junho de 2000, que foi quando a banda estava feita e inclusive fizeram um show. Nesse estágio de formação da banda, tiveram duas vocalistas: A “Lulu” e a “Iti”. A Iti foi a última, que esteve na banda junto com o percussionista “Feijão”. Mas ambos saíram praticamente juntos em épocas já de gravação do cd, que estava sendo feito independente. Então entrou para a banda o atual percussionista, Vinicius Marques, amigo da banda, mas que tocava em outras bandas, e já havia tocado em outras oportunidades com eles. E começou uma seleção feita pela banda para a nova vocalista. E então descobriram Tatiana Portella, a atual Backing Vocal, que entrou um mês após Vinicius, no segundo semestre de 2001.
Com músicas próprias que falam de amor e paz, a banda emplacou hit como "Chapéu de Palha" e nas rádios do Rio Grande do Sul. Em 2002, a Chimarruts gravou o seu primeiro CD homônimo com 14 faixas, todas compostas pela banda. A boa aceitação do público com o primeiro álbum independente fez com que, em junho de 2002, o grupo assinasse contrato com o selo Orbeat Music. A estreia nos palcos do Planeta Atlântida, um dos maiores festivais musicais do país, foi em fevereiro de 2003. O grupo dividiu palco com grandes nomes da música brasileira como Os Paralamas do Sucesso, Gilberto Gil, Papas da Língua, CPM 22, Lulu Santos, Capital Inicial, Charlie Brown Jr., para um público estimado em 50 mil pessoas. Em novembro do mesmo ano, o segundo CD da Chimarruts, “Todos Somos Um”, chegou às lojas, tendo como primeiro single de trabalho "Deixa Chover" e também as músicas: "Pitanga", "Terapia Solar", "Semear" o amor e o grande sucesso "Saber Voar". No ano de 2004 a Chimarruts fez a sua primeira grande turnê no estado do Paraná. Em janeiro foi a vez de Santa Catarina receber o show da banda no Planeta Atlântida-SC, onde mais de 30 mil pessoas estavam presentes. Em fevereiro a banda volta aos palcos do Planeta Atlântida-RS. Quem presenciou, jamais esquecerá aquele grande espetáculo que terminou ao clarear do dia. O terceiro CD da Chimarruts foi lançado em 2005 com o título “Livre para Viajar” que contou com 14 músicas inéditas, como "Nova Ordem", "Versos Simples", e "Eu tenho Fé". Produzido por Marcelo Fruet, demonstra o amadurecimento musical da banda. Durante a Copa do Mundo da Alemanha foi lançada uma coletânea portuguesa que reuniu músicas de bandas de reggae do Brasil, Angola e Portugal.
A faixa “O Sol” do Chimarruts foi incluída no CD produzido pela Rádio Fazuma de Portugal em parceria com a Strike Concert. A coletânea é distribuída no Brasil pela Sony BMG. Em outubro de 2006 a banda alçou voos mais altos e foi passar uma temporada em São Paulo, onde realizou quase 30 shows em diferentes cidades. A banda também divulgou seu trabalho nos principais veículos de comunicação e rádios do estado. Neste mesmo ano os clipes das músicas "Iemanjá" e "Saber Voar" passaram a ser veiculados na programação do TVZ (Multishow), que trouxe mais força e expressão no cenário musical.
Em 30 de junho de 2007, a banda gravou o primeiro DVD da carreira, intitulado apenas de Ao Vivo, na casa de espetáculos Curitiba Master Hall, que estava lotada de fãs, que conferiram e aplaudiram todos os sucessos da banda. Desde o lançamento, a turnê do DVD, já passou por diversas cidades do Estado de São Paulo, além de Rio de Janeiro, Espírito Santo, Bahia, Pará, Santa Catarina e Paraná. No segundo semestre de 2008 a banda realizou duas turnês em São Paulo, onde também divulgou seu trabalho no Domínio MTV e participou de mais uma edição do Rockgol MTV. Na entrada de 2009, além da Chimarruts ter passado a virada do ano no programa Raul Gil, em janeiro, a banda participou do programa Estação Globo, com Ivete Sangalo, e do Tudo é Possível com Eliana. Em fevereiro a banda marcou presença no Reggae Mix Festival que aconteceu no Credicard Hall, em São Paulo, local conhecido por receber as maiores e melhores atrações da América Latina. No dia 15 de fevereiro, após se manter quatro meses em primeiro lugar nas paradas de São Paulo, com a música “Versos Simples”, a Chimarruts foi convidada a participar do programa Domingão do Faustão, onde se apresentaram para o país inteiro com muita energia, quem já conhecia a banda elogiou e parabenizou-a e quem conheceu a Chimarruts no programa, passou a ser fã de “carteirinha”. A Chimarruts foi “obrigada” a aprender a lidar com as câmeras, pois na saída do Faustão, a banda deu um passo e foi parar no programa Altas Horas na TV Globo e com duas reprises no Canal Multishow, lá a banda respondeu perguntas da plateia, tocou e encantou o público.
O ano de 2009 parece ser mesmo o ano do Chimarruts, a banda foi indicada na categoria Melhor Banda de Reggae no VMB 2009, da MTV, e após quase um mês de votações, foi escolhida pelo público como a melhor banda de reggae do Brasil. A banda se despede do ano de 2009 atuando como trilha sonora de três novelas de emissoras diferentes. “Versos Simples” embalou as noites do SBT, na novela Vende-se Um Véu de noiva, na Record foi a música “Se for embora” que trilhou a novela Bela, a Feia e por fim na Globo foi “Meu Erro” que acompanhou as aventuras da galera da Malhação.
Em 2010, a banda lança o álbum Só pra Brilhar. O primeiro single de divulgação do álbum, Do Lado de Cá, já está tocando nas rádios de todo o país e já atingiu primeiro lugar em São Paulo e Rio de Janeiro (de acordo com os dados da Crowley) nos dias 16 e 20 de julho. O show do lançamento do álbum ocorreu no dia 8 de agosto de 2010 no grande Citibank Hall em São Paulo, estreando sua nova turnê. O show, lotado, foi um espetáculo e o público respondeu da melhor forma. Desde então a banda não sai da estrada e os seus novos sucessos mantêm a banda em primeiro lugar em São Paulo e Porto Alegre. Após o lançamento do novo disco em Porto Alegre e Curitiba, a banda finalizou seu novo DVD, no qual a banda trabalhou durante todo ano de 2010. Em março de 2011 a banda participou do Pop Music Festival ao lado de Ziggy Marley e Shakira em Porto Alegre, Brasília e São Paulo.
Em abril de 2011, chegou às lojas de todo o Brasil, a edição especial em CD e DVD do álbum Só pra Brilhar. Através de performances musicais inéditas, depoimentos e flagrantes do cotidiano de seus integrantes, o material é um mergulho no universo da banda.
Em 2017, Tati Portella deixou a banda para seguir carreira solo. Já em 2023, Rafa Machado também deixou o grupo e foi substituído por Otto Gomes.
Em 28 de agosto de 2022, a banda realizou seu último show em São Paulo. O evento foi organizado pela Reggae Live Station, e junto com Chimarruts, The Wailers e Mato Seco se apresentaram também.

## Integrantes

### Atuais
- Nê: flauta, quena, harmônica, vocal
- Sander Fróis: guitarra, violão, vocal

### Ex-integrantes
- Rafa Machado: vocal, guitarra
- Tati Portella: vocal
- Diego Dutra: bateria
- Vinícius Marques: percussão
- Otto Gomes: vocal
- Rodrigo Marciel: Guitarra
- Emerson Alemão: Baixo

## Discografia
- (2002) Chimarruts
- (2003) Todos Somos Um
- (2005) Livre para Viajar
- (2007) Ao Vivo (também lançado em DVD)
- (2010) Só pra Brilhar
- (2016) A Diferença

### Singles
| Ano  | Título                     | Melhor posição | Álbum             |
| Ano  | Título                     | BRA            | Álbum             |
| ---- | -------------------------- | -------------- | ----------------- |
| 2002 | Cabelo                     | —              | Chimarruts        |
| 2002 | Deixa que Corra            | —              | Chimarruts        |
| 2002 | O Sol                      | —              | Chimarruts        |
| 2003 | Saber Voar                 | 26             | Todos Somos Um    |
| 2005 | Versos Simples             | 1              | Livre para Viajar |
| 2005 | Se For Embora              | 40             | Livre para Viajar |
| 2005 | Nova Ordem                 | —              | Livre para Viajar |
| 2005 | Roots Rock                 | —              | Livre para Viajar |
| 2007 | Pra Ela                    | 36             | Ao Vivo           |
| 2007 | Iemanjá                    | —              | Ao Vivo           |
| 2007 | Chapéu de Palha            | —              | Ao Vivo           |
| 2007 | Deixa Chover               | —              | Ao Vivo           |
| 2007 | Floripa                    | —              | Ao Vivo           |
| 2010 | Do Lado de Cá              | 1              | Só pra Brilhar    |
| 2010 | Meu Erro                   | 50             | Só pra Brilhar    |
| 2010 | Roots Dance                | —              | Só pra Brilhar    |
| 2010 | Quando o Amor Bate a Porta | 26             | Só pra Brilhar    |
| 2010 | Em Busca da Fé             | 41             | Só pra Brilhar    |
| 2010 | O Outono                   | —              | Só pra Brilhar    |
| 2016 | Prece                      | —              | A Diferença       |
| 2018 | Prisa Positiva             | —              |                   |

## Prêmios e indicações

### MTV Video Music Brasil
| Ano  | Categoria            | Indicação  | Resultado |
| ---- | -------------------- | ---------- | --------- |
| 2009 | Videoclipe de Reggae | Chimarruts | Venceu    |

### Prêmio Açorianos
| Ano  | Categoria         | Indicação  | Resultado |
| ---- | ----------------- | ---------- | --------- |
| 2002 | Grupo de Pop/Rock | Chimarruts | Indicado  |